# Castellbisbal
Castellbisbal – gmina w Hiszpanii, w prowincji Barcelona, w Katalonii, o powierzchni 31,04 km². W 2011 roku gmina liczyła 12 407 mieszkańców.